# Surpierre
Surpierre (Freiburger Patois Supyêraⓘ) ist eine politische Gemeinde im Distrikt Broye des Kantons Freiburg in der Schweiz. Der frühere deutsche Name Überstein wird heute nicht mehr verwendet.

## Geographie

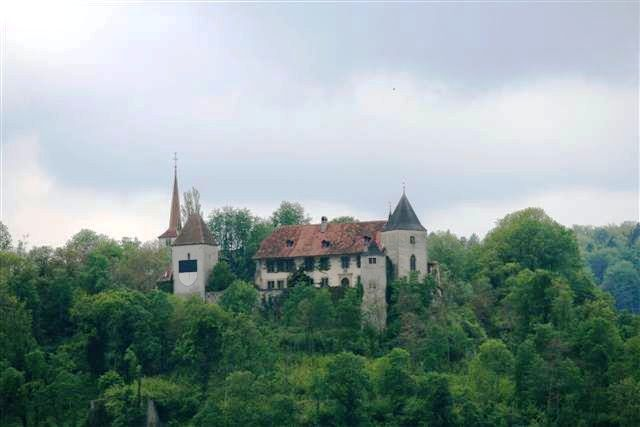
Schloss Surpierre

Surpierre liegt auf 618 m ü. M., 11 km südwestlich von Payerne (Luftlinie) in der freiburgischen Exklave Surpierre. Das Dorf erstreckt sich auf einer Terrasse beidseits des in einem kleinen Tal fliessenden Dorfbachs, rund 150 m über dem Talboden des mittleren Broyetals, im nordwestlichen Freiburger Mittelland.
Die Fläche des 14,8 km² grossen Gemeindegebiets umfasst einen Abschnitt des Molassehügellandes zwischen dem Neuenburgersee und dem Broyetal. Der Hauptteil des Gebietes wird von der breiten Geländeterrasse von Surpierre eingenommen. Die östliche Grenze verläuft unterhalb des Steilabfalls zum Broyetal (Côte des Baumes) meist entlang der Broye. Im Südosten befindet sich ein kleiner Teil des Gemeindegebiets jenseits der Broye. Das Plateau wird vom Dorfbach von Surpierre entwässert, der sich unterhalb des Dorfes durch die Erosionskraft des Wassers tief in die Molasseschichten eingeschnitten hat. Nach Südwesten erstreckt sich der Gemeindeboden in das Waldgebiet Bois des Meules und nach Westen auf die Höhe des Grand Bois, der mit 702 m ü. M. den höchsten Punkt von Surpierre bildet. Nach Norden reicht das Gebiet auf der Höhe zwischen den Tälern von Lembe und Broye bis zum Waldrand von Les Râpes. Von der Gemeindefläche entfielen 1997 5 % auf Siedlungen, 37 % auf Wald und Gehölze und 58 % auf Landwirtschaft.
Zu Surpierre gehören die Dörfer Cheiry (563 m ü. M.), Praratoud (650 m ü. M.) und Villeneuve (481 m ü. M.), die Weiler Vigny (615 m ü. M.) und Le Sensuis (675 m ü. M.) auf der Höhe zwischen den Tälern von Lembe und Broye sowie einige Einzelhöfe. Nachbargemeinden von Surpierre sind Prévondavaux im Kanton Freiburg, Valbroye, Henniez und Lucens im Kanton Waadt.

## Bevölkerung
Mit 1230 Einwohnern (Stand 31. Dezember 2023) gehört Surpierre zu den kleinen Gemeinden des Kantons Freiburg. Von den Bewohnern sind 94,4 % französischsprachig, 4,0 % deutschsprachig, und 1,0 % sprechen Portugiesisch (Stand 2000). Die Bevölkerungszahl von Surpierre belief sich 1900 auf 341 Einwohner. Im Verlauf des 20. Jahrhunderts nahm die Bevölkerung bis 1980 um rund 25 % auf 252 Personen ab. Erst seither wurde wieder ein leichtes Bevölkerungswachstum verzeichnet. Ende 2015, vor der Fusion mit Villeneuve, betrug die Bevölkerung 330 Einwohner.

## Wirtschaft
Surpierre war bis in die zweite Hälfte des 20. Jahrhunderts ein vorwiegend durch die Landwirtschaft geprägtes Dorf. Noch heute haben der Ackerbau, der Obstbau und die Viehzucht einen wichtigen Stellenwert in der Erwerbsstruktur der Bevölkerung. Weitere Arbeitsplätze sind im lokalen Kleingewerbe und im Dienstleistungssektor vorhanden. In den letzten Jahrzehnten hat sich das Dorf auch zu einer Wohngemeinde entwickelt. Viele Erwerbstätige sind deshalb Wegpendler, die hauptsächlich in den grösseren Ortschaften des Broyetals und in Payerne arbeiten.

## Verkehr
Die Gemeinde liegt abseits der grösseren Durchgangsstrassen. Die Hauptzufahrt erfolgt von Villeneuve. Durch einen Postautokurs, der von Granges-près-Marnand via Surpierre nach Cheiry verkehrt, ist das Dorf an das Netz des öffentlichen Verkehrs angebunden.

## Geschichte
Die erste urkundliche Erwähnung des Ortes erfolgte 1142 unter den Namen Suprapetra und Super Petram (über dem Stein/über den Felsen), in Anlehnung an seine Lage über dem Steilabfall zum Broyetal. Später erschienen auch die Bezeichnungen Superpetra (1147) und Soreperra (1184).
Seit dem 12. Jahrhundert ist die Adelsfamilie von Surpierre erwähnt. Zu Beginn des 13. Jahrhunderts kam die Herrschaft Surpierre durch Kauf an die Herren von Cossonay, welche am Standort des heutigen Schlosses eine Burg erbauen liessen. Sie gründeten auch das kleine Städtchen Surpierre (1344 erwähnt), das sich innerhalb der äusseren Befestigungsmauern der Burg befand. Seit dem Ende des 14. Jahrhunderts gab es mehrere Besitzerwechsel, bevor die Herrschaft unter den direkten Einflussbereich des Hauses Savoyen und an die Grafen von Romont gelangte.

Luftbild (1963)

Im Rahmen der Burgunderkriege wurden Burg und Städtchen im Jahr 1475 durch die Eidgenossen zerstört. Nach dem Friedensvertrag zwischen den Eidgenossen und Savoyen wurde die Herrschaft Surpierre an die Herzöge von Savoyen zurückgegeben und die Burg wiederaufgebaut, während das Städtchen verlassen blieb. Dafür entwickelte sich auf dem Plateau westlich der Burg allmählich das Bauerndorf Surpierre.
Nachdem Bern das Waadtland erobert hatte, kam Surpierre am 21. Februar 1536 zunächst an Bern und am 1. März 1536 unter die Herrschaft von Freiburg. Unter den Freiburger Herren wurde Surpierre zu einer Vogtei erhoben, die nur gerade die heutige Exklave Surpierre und als weitere Exklave den Ort Ménières umfasste. Nach dem Zusammenbruch des Ancien Régime (1798) gehörte Surpierre während der Helvetik bis 1803 zum Bezirk Estavayer und danach zum Bezirk Surpierre, bevor es 1848 in den Bezirk Broye eingegliedert wurde.
Im Rahmen der seit 2000 vom Kanton Freiburg geförderten Gemeindefusionen wurde die vorher politisch selbständige Gemeinde Praratoud mit Wirkung auf den 1. Januar 2005 nach Surpierre eingemeindet. Am 1. Januar 2017 kam die Gemeinde Villeneuve hinzu, am 1. Januar 2021 die Gemeinde Cheiry.

## Sehenswürdigkeiten
Das Schloss von Surpierre steht auf dem felsigen Vorsprung zwischen dem Broyetal und dem Tal des Dorfbachs und ist vom Plateau von Surpierre durch einen Burggraben getrennt. Der Kern des Schlosses geht auf das 13. Jahrhundert zurück. Zu den ältesten Teilen gehören ein Wohnturm und die Grundmauern des Bergfrieds. Die übrigen Anlagen wurden nach einem Brand 1544 neu erstellt, darunter die Wohn- und Wirtschaftsbauten sowie der Torturm, und den damaligen Zwecken als Vogteisitz angepasst.
Die Pfarrkirche von Surpierre stammt im Kern aus dem 16. Jahrhundert und wurde später mehrfach verändert. Im Ortskern sind einige Bauernhäuser aus dem 17. bis 19. Jahrhundert erhalten.

## Persönlichkeiten
- Paul Thierrin (1923–1993), Schriftsteller und Verleger